# تاپاس (وب سایت)
تاپاس که قبلاً با نام تاپاستیک و در ابتدا با نام کمیک پاندا شناخته می‌شد، یک پلتفرم کره‌ای برای انتشار وب‌تون و متون ادبی است و توسط تاپاس مدیا، یکی از شرکت‌های زیرمجموعه کاکائو انترتینمنت، اداره می‌شود. این پلتفرم در سال ۲۰۱۲ توسط دو کارآفرین به نام‌های یانگ-جون جانگ و چانگ کیم تأسیس شد، که (چانگ کیم) در حال حاضر مدیرعامل تاپاس مدیا است.
تا فوریه ۲۰۲۱، این شرکت گزارش داده است که میزبان آثار انگلیسی زبان از بیش از ۶۱۰۰۰ خالق است. بیشتر آثار در تاپاس از ژانرهای عاشقانه و فانتزی هستند. تاپاس گزارش می‌دهد که بیش از ۶۳٪ خالقان اثر در این سرویس را زنان تشکیل می‌دهند و اکثر کاربران آن دختران ۱۸ تا ۲۴ ساله هستند. حدود ۸۰٪ از آثار تاپاس کمیک و باقی آنها نثر هستند.
این سایت بر اساس مدل کسب و کاری رایگان پایه کار می.کند؛ بسیاری از سری ها چند قسمت اول را به صورت رایگان ارائه می‌دهند، اما برای قسمت های بعدی باید پرداخت انجام شود تاپاس گزارش داد که در سال ۲۰۲۰، کاربران در مجموعه معمولا  هر روز ۵۰۰۰۰ تا ۷۰۰۰۰ دلار آمریکا برای این سرویس هزینه می‌کردند، و در طول آن سال تاپاس ۱۴ میلیون دلار آمریکا به خالقان آثار پرداخت کرد.

## تاریخچه
تاپاس در سال ۲۰۱۲ توسط کارآفرینان کره ای به نام های یانگ-جون جانگ و چانگ کیم که در سان‌فرانسیسکو مستقر بودند تاسیس شد. در ابتدا این پلتفرم با نام «کمیک پاندا» شناخته می‌شد. وال‌استریت ژورنال کیم را به‌عنوان یک «کارآفرین سریالی»توصیف کرده است. او پیشتر مسئول استراتژی محتوای موبایل سامسونگ بود. وی شرکت وبلاگ‌نویسی کره ای خود به نام TNC را به گوگل فروخت و همچنین در گوگل روی پلتفرم بلاگر کار میکرد. کیم در طول دوران کالج جزو طرفداران وب‌تون ها شد، و ایده ایجاد یک پلتفرم انتشار آزاد با این پرسش به ذهنش رسید که آیا مکانی واحد برای خواندن تمام وب‌کمیک های مورد علاقه اش وجود دارد؟ او این ایده را مشابه یوتیوب دانست، جایی که کاربران می‌توانند ایده های ویدیویی خود را آپلود کنند و درآمد کسب کنند، و اشاره کرد که چنین مدلی برای میزبانی کمیک‌ها پیشتر در کره جنوبی موفق بوده است، نام این پلتفرم بعدا به تاپاستیک تغییر یافت، کیم این نام را بر اساس غذای اسپانیایی تاپاس انتخاب کرد تا نشان دهنده ارائه سرگرمی های کوتاه و جذاب باشد، و همچنین از ترکیب آن با واژه "فانتاستیک" استفاده کرد. تا سال ۲۰۱۴ این شرکت در سانتا کلارا کالیفرنیا مستقر بود.

## محتوا
تاپاس تا سال ۲۰۱۵ بیش از ۶۰۰۰ خالق اثر داشت و این مقدار در سال ۲۰۱۶ به بیش از ۱۶۰۰۰ رسید‌ تا سال ۲۰۲۱، تاپاس گزارش داد که میزبان آثار بیش از ۶۱۰۰۰ خالق اثر است، بیشتر آثار تاپاس در ژانر های عاشقانه و فانتزی قرار می‌گیرند. از میان این آثار ۸۰ درصد بصورت کمیک و ۲۰ درصد بصورت متنی هستند. تاپاس همچنین یک بخش مخصوص بزرگسالان در وب‌سایت خود دارد که به محتوای صریح اختصاص یافته است. بر اساس گزارش ها ۶۳ درصد از خالقین آثار در تاپاس زن هستن.
چانگ کیم بنیان‌گذار تاپاس در یک مصاحبه توضیح داد که مدل درآمدی آنها که شامل ارائه چند قسمت رایگان و سپس دریافت هزینه برای ادامه داستان است، به این معنا است که آثاری که بلافاصله توجه خواننده را جلب میکنند، ترجیح داده می‌شوند. او گفت: «در نسخه چاپی، داستان ها می‌توانند به تدریج توسعه یابند اما سری های ما باید از همان قسمت اول خواننده را جذب کنند، زیرا مردم خیلی سریع تصمیم می‌گیرند که آیا یک داستان مناسبشان است یا خیر.» تاپاس به خالقان آثار کمک می‌کند تا آثار خود را برای مخاطبان بهینه کنند، از جمله فرمت بندی داستان ها به گونه ای که بهترین تجربه خواندن را روی موبایل ارائه دهند. 
همه آثار روی تاپاس به زبان انگلیسی هستند و برخی آثار از زبان های دیگر نیز پشتیبانی می‌کنند، این وبسایت یک جامعه تعاملی تشکیل داده است، جایی که طرفداران درباره کمیک ها بحث می‌کنند و برخی از خالقان محتوا از نظرات و بازخورد های طرفداران استفاده می‌کنند.

## نمونه آثار
از نمونه آثار تاپاس می‌توان به موارد زیر اشاره کرد:
- مرگ تنها پایان یک شروره[۲۲]

- شاه مهاجمان مقبره[۲۳]

- خواستگاری تجاری[۲۴]

- آغاز پس از پایان[۲۵]

## جستار های وابسته
- وب‌تون

- ناول

- وب‌تون (وبگاه)